# Stephanie Cox
Stephanie Cox (Los Gatos, 3 april 1986) is een voetbalspeelster uit de Verenigde Staten van Amerika. Ze is van Mexicaans-Amerikaanse komaf en werd geboren als Stephanie Renee Lopez.
Ze begon op haar high school Elk Grove High met het spelen van voetbal. Daarna studeerde ze aan de Universiteit van Portland, Oregon en kwam ze uit voor het universiteitsteam.
In 2007 huwde ze de basketbalspeler Brian Cox, en komt ze uit onder de naam Stephanie Cox.
Op de Olympische Zomerspelen van Beijing in 2008 behaalde ze een gouden medaille met het Amerikaans vrouwenvoetbalelftal.
In april 2013 krijgt ze een dochter. Later krijgt ze een tweede dochter.
In 2015 kondigt Cox het einde van haar sportcarrière aan.
Echter in 2019 komt ze weer terug bij haar voormalige club OL Reign, waar ze na haar sportieve afscheid ook coach was geworden.

## Statistieken
| Seizoen | Club            | Land   | Competitie | Wedstrijden | Doelpunten |
| ------- | --------------- | ------ | ---------- | ----------- | ---------- |
| 2009    | Los Angeles Sol | USA    | WPS        | 20          | 0          |
| 2010    | Boston Breakers | USA    | WPS        | 24          | 1          |
| 2011    | Boston Breakers | USA    | WPS        | 11          | 0          |
| 2013    | OL Reign        | USA    | NWSL       | 4           | 0          |
| 2014    | OL Reign        | USA    | NWSL       | 23          | 0          |
| 2015    | OL Reign        | USA    | NWSL       | 22          | 0          |
| 2019    | OL Reign        | USA    | NWSL       | 4           | 0          |
| 2020    | OL Reign        | USA    | NWSL       | 4           | 0          |
| 2021    | OL Reign        | USA    | NWSL       | 1           | 0          |
| Totaal  | Totaal          | Totaal | Totaal     | 119         | 1          |

Laatste update: nov 2021

## Interlands
Cox speelde van 2005 tot 2014 voor het Amerikaans vrouwenvoetbalelftal. In 2008 behaalde ze met dit elftal een gouden medaille op de Olympische Zomerspelen van Beijing, door in de finale Brazilie te verslaan.

## Privé
Cox woont in Gig Harbor, en toen in 2019 OL Reign verhuisde naar Tacoma, kon ze daar gemakkelijk weer gaan spelen, op 15 minuten van haar huis.